# Stazione di Shiku
La stazione di Shiku (志久駅?, Shiku-eki) è una fermata ferroviaria servita dal people mover linea Ina della cittadina di Ina, nella prefettura di Saitama, in Giappone.

## Storia
La stazione venne aperta il 22 dicembre 1983 in concomitanza con l'inaugurazione della linea Ina.

## Linee e servizi
Saitama New Urban Transit
● Linea Ina (New Shuttle)

## Struttura
La stazione è realizzata lungo il viadotto del Tōhoku Shinkansen e presenta la particolarità di avere un marciapiede con un singolo binario per senso di marcia per lato, con in mezzo i binari dei treni ad alta velocità.
| 1 | ■ Linea Ina (New Shuttle) | per Uchijuku |
| 2 | ■ Linea Ina (New Shuttle) | per Ōmiya    |

## Stazioni adiacenti
| «         | Servizio      | »         |
| Linea Ina | Linea Ina     | Linea Ina |
| --------- | ------------- | --------- |
| Maruyama  | Tutti i treni | Ina-Chūō  |